# Novoleuixkovskaia
Novoleuixkovskaia - Новолеушковская (rus) - és una stanitsa del krai de Krasnodar, a Rússia. Es troba a la vora del riu Tikhonkaia, afluent del Txelbas. És a 21 km al sud de Pàvlovskaia i a 129 km al nord-est de Krasnodar.
Pertany a aquesta stanitsa el khútor de Pervomaiski.

## Història
Fou fundada a començaments del segle xix per cosacs de la mar Negra. Fins al 1920 pertanyia a l'otdel de Ieisk de la província de Kuban. Del 1934 al 1953 fou centre administratiu del raion homònim, en què l'avi del president rus Dmitri Medvédev, Afanassi Medvédev, va exercir com a secretari.

## Demografia
| 1890  | 1959  | 1979  | 2002  | 2010  |
| ----- | ----- | ----- | ----- | ----- |
| 5.934 | 7.409 | 7.175 | 6.766 | 6.462 |